# Taenaris didorus
Taenaris didorus är en fjärilsart som beskrevs av Brooks 1944. Taenaris didorus ingår i släktet Taenaris och familjen praktfjärilar. Inga underarter finns listade i Catalogue of Life.